# Роменский округ
Роменский округ (укр. Роменська округа) — единица административного деления Украинской ССР, существовавшая с апреля 1923 по июль 1930 года. Административный центр — город Ромны.
Образован 7 марта 1923 года в составе Полтавской губернии. Территорию округа составили Гадячский и Роменский уезды целиком, 6 волостей Лохвицкого уезда, 2 волости Миргородского уезда, 2 волости Прилукского уезда и 2 волости Лебединского уезда.
Первоначально округ делился на 14 районов: Бобринский, Великобубновский, Вепринский, Гадячский, Глинский, Капустинский, Коровинский, Липоводолинский, Лохвицкий, Петровский, Роменский, Сильченковский, Смолянский и Хмеловский.
В 1924 году был образован Борковский район.
В марте 1925 года был упразднён Хмеловский район. Роменский район был переименован в Засульский, Коровинский — в Недригайловский, Борковский — в Синевский, Бобринский — в Перекоповский.
В июне 1925 года губернии на Украине были упразднены, и округ перешёл в прямое подчинение Украинской ССР.
Округ упразднён 13 июля 1930, как и большинство округов СССР. Районы переданы в прямое подчинение Украинской ССР.
По данным переписи 1926 года численность населения составляла 536,1 тыс. чел. В том числе украинцы — 95,9 %; евреи — 2,5 %.